# Francis Kallarakal
Francis Kallarakal (sinh 1941) là một Giám mục người Ấn Độ của Giáo hội Công giáo Rôma. Ông nguyên là Tổng giám mục chính tòa Tổng giáo phận Verapoly [2010 - 2016]. Trước và song song với nhiệm vụ Tổng giám mục, ông còn đảm nhiệm nhiều vai trò khác như Giám quản Tông Tòa Giáo phận Kottapuram [2010] cũng như Giám mục chính tòa Giáo phận Kottapuram [1987 - 2010].

## Tiểu sử
Tổng giám mục Francis Kallarakal sinh ngày 10 tháng 10 năm 1941, tại Kottapuram, thuộc Ấn Độ. Sau quá trình tu học dài hạn tại các cơ sở chủng viện theo quy định của Giáo luật, ngày 29 tháng 6 năm 1968, Phó tế Kallarakal, 27 tuổi, tiến đến việc được truyền chức linh mục. Tân linh mục cũng là thành viên linh mục đoàn Tổng giáo phận Verapoly.
Sau gần 20 năm thực hiện các công việc mục vụ trên cương vị là một người linh mục, ngày 3 tháng 7 năm 1987, tin tức từ Tòa Thánh loan báo việc Giáo hoàng đã xác nhận việc tuyển chọn linh mục Francis Kallarakal, 46 tuổi, gia nhập vào Giám mục đoàn Công giáo Hoàn vũ, với vị trí được trao phó là Giám mục chính tòa Giáo phận Kottapuram. Lễ tấn phong cho vị giám mục tân cử được tổ chức sau đó vào ngày 4 tháng 10 cùng năm, với phần nghi thức truyền chức được cử hành cách trọng thể bởi 3 giáo sĩ cấp cao. Chủ phong cho tân giám mục là Tổng giám mục Cornelius Elanjikal, Tổng giám mục Tổng giáo phận Vẻapoly. Hai vị còn lại, với vai trò phụ phong gồm có Giám mục Joseph Kureethara, Giám mục chính tòa Giáo phận Cochin và Giám mục Joseph Gabriel Fernandez, Giám mục chính tòa Giáo phận Quilon. Tân giám mục chọn cho mình châm ngôn:For the service of God and people.
Sau 23 năm đảm trách vị trí Giám mục chính tòa Kottapuram, Tòa Thánh quyết định thuyên chuyển Giám mục Kallarakal đến nhiệm sở mới, thăng Tổng giám mục, điều chuyển đến Tổng giáo phận Verapoly giữ chức vị Tổng giám mục chính tòa. Quyết định trên được Tòa Thánh cho công bố rộng rãi trên các phương tiện truyền thông Tòa Thánh vào ngày 20 tháng 2 năm 2010.
Sau khi thuyên chuyển đến Verapoly làm Tổng giám mục được ít lâu, Tổng giám mục Francis Kallarakal quyết định kiêm nhiệm thêm chức danh Giám quản Tông Tòa Giáo phận Kottapuram, kể từ ngày 11 tháng 4 năm 2010 đến ngày 18 tháng 12 năm 2010.
Sau 6 năm trên cương vị Tổng giám mục Verapoly, Tổng giám mục Francis Kallarakal từ nhiệm vì lý do tuổi tác, và được Tòa Thánh chấp thuận ngày 31 tháng 10 năm 2016.